# Kuniumi

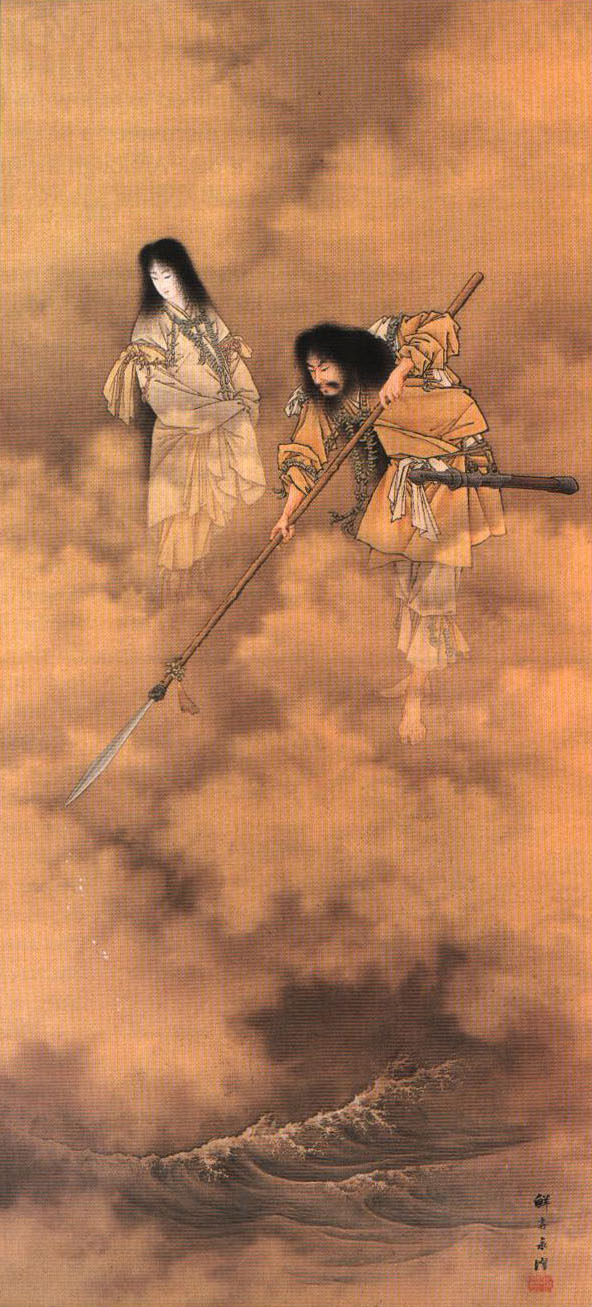
Izanagi (po prawej) i Izanami (po lewej) konsolidują ziemię włócznią Ama-no-nuboko. Dzieło Eitaku Kobayashiego (okres Meiji)

Kuniumi (jap. 国産み; dosł. „urodzenie kraju” lub „stworzenie kraju”) – w mitologii japońskiej tradycyjna i legendarna historia powstania Archipelagu Japońskiego opowiedziana w Kojiki i Nihon-shoki. Zgodnie z tą legendą po stworzeniu Nieba i Ziemi bogowie Izanami i Izanagi otrzymali zadanie utworzenia wielu wysp, które stały się Japonią.

## Historia stworzenia

### Według Kojiki
Po powstaniu Nieba i Ziemi grunt był jeszcze miękką papką. Bogowie Kotoamatsukami, którzy powstali po tym wydarzeniu, dyskutowali o losie Ziemi. Postanowili przekazać najmłodszej boskiej parze, Izanagiemu i Izanami, możliwość ukształtowania Ziemi. Dali im w tym celu naginatę (rodzaj włóczni z szerokim ostrzem) nazywaną Ama-no-nuboko (lub Ame-no-nuboko; bezcenna niebiańska włócznia), wysadzaną szlachetnymi kamieniami. Boska para udała się do mostu pomiędzy niebem a ziemią nazywanego Ame-no-ukihashi (jap. 天浮橋 most unoszący się na niebie) i zaczęła chaotycznie mieszać masę za pomocą włóczni. Kiedy krople słonej wody spadły z końcówki włóczni, utworzyli oni pierwszą wyspę, Onogoro (Onogoro-shima). Po stworzeniu tej wyspy bogowie zstąpili z nieba i spontanicznie wybudowali "niebiański słup" (filar, kolumnę) zwany Ame-no-mihashira.
Później, według Kojiki, odbyła się następująca rozmowa:

- Izanagi: Jak twoje ciało zostało wykonane?
- Izanami: Moje ciało jest całkowicie ukształtowane, ale jest część, która nie wyrosła.
- Izanagi: Także moje ciało jest w pełni ukształtowane, ale mam część, która urosła zbyt bardzo. Tak więc, jeśli umieszczę część mojego ciała tam, gdzie twoja nie urosła, będziemy rozmnażać się na ziemi. Czyż jest lepszy sposób prokreacji?

Wtedy Izanagi zaproponował, aby obie strony zrobiły okrążenie wokół kolumny Ame-no-mihashira w przeciwnych kierunkach, Izanami w prawo i Izanagi w lewo, wtedy spotkają się. Jednak, gdy spotkali się po drugiej stronie słupka, Izanami zaczęła mówić pierwsza: „Och, rzeczywiście jesteś piękny i młody”, a Izanagi odpowiedział: „Ach, jesteś najpiękniejsza i młoda”, a następnie skarcił Izanami mówiąc: „To źle, gdy żona zaczyna mówić pierwsza”.
Mimo sprzeczki odbyli stosunek płciowy, którego owocem był Hiruko (jap. 水蛭子 dosł. „dziecko-pijawka”, w znaczeniu miękkie jak pijawka), umieszczony w trzcinowej łodzi płynącej z prądem, stał się później japońskim bogiem Ebisu. Potem stworzyli Ahashima lub Awashima (jap. 淡島 dosł. „wyspa z piany”). Hiruko i Ahashima nie byli podobni do swych rodziców. Komentarze wskazują, że obaj byli kalekami i nie zostali uznani jako dzieci.
Izanagi i Izanami wiedząc, że spłodzili źle uformowane dzieci, postanowili zasięgnąć opinii pierwotnych bogów w Takamagahara (Wysoka Równina Niebios, Przestwór Wysokich Niebios). Bogowie poprzez wróżby ustalili, że przyczyną problemu jest to, że kobieta odezwała się pierwsza podczas ceremonii. Tak więc para wróciła do Onogoro-shima i okrążyła filar ponownie. Tym razem Izanagi zaczął mówić pierwszy, a po zakończeniu ceremonii zaczęli rozmnażać się na ziemi.

### Narodziny wysp
Według legendy, osiem dużych wysp Japonii powstało po prokreacji Izanagi i Izanami. Kolejność tworzenia tych wysp była następująca:
1. Ahaji-no-ho-no-sawake-no-shima (jap. 淡道之穂之狭別島): obecnie wyspa Awaji;
2. Iyo-no-futana-no-shima (jap. 伊予之二名島): obecnie Sikoku. Wyspa miała ciało i cztery twarze o następujących imionach:
  - Ehime (jap. 愛比売): Prowincja Iyo;
  - Iyorihiko (jap. 飯依比古): Prowincja Sanuki;
  - Ohogetsuhime (jap. 大宣都比売): Prowincja Awa;
  - Takeyoriwake (jap. 建依別): Prowincja Tosa.
3. Oki-no-mitsugo-no-shima (jap. 隠伎之三子島): dziś, Wyspy Oki. Inna nazwa: Ame-no-oshikorowake (jap. 天之忍許呂別);
4. Tsukushi-no-shima (jap. 筑紫島): dziś, Kiusiu. Wyspa miała ciało i cztery twarze o imionach:
  - Shirahiwake (jap. 白日別): Prowincja Tsukushi;
  - Toyohiwake (jap. 豊日別): Prowincja Toyo;
  - Takehimukahitoyojihinewake (jap. 建日向日豊久士比泥別): Prowincja Hi;
  - Takehiwake (jap. 建日別): Kumaso.
5. Iki-no-shima (jap. 伊伎島): dziś, wyspa Iki. Inna nazwa: Amehitotsubashira (jap. 天比登都柱);
6. Tsu-shima (jap. 津島): dziś, Cuszima. Inna nazwa: Ame-no-sadeyorihime (jap. 天之狭手依比売);
7. Sado-no-shima (jap. 佐度島): dziś, wyspa Sado;
8. Ohoyamatotoyoakitsu-shima (jap. 大倭豊秋津島): dziś, Honsiu. Inna nazwa: Amatsumisoratoyoakitsunewake (jap. 天御虚空豊秋津根別).

Tradycyjnie wyspy te znane są jako Ōyashima (dosł. osiem dużych wysp) i jako całość tworzą obecną Japonię. Hokkaidō i wyspy Ryukyu nie są w micie wymienione, gdyż nie były znane w czasie tworzenia Kojiki.
Dodatkowo, Izanagi i Izanami tworzą jeszcze sześć wysp:
1. Kibi-no-kojima (jap. 吉備児島): Półwysep Kojima. Inna nazwa: Takehikatawake (jap. 建日方別);
2. Azuki-jima (jap. 小豆島): Shōdoshima. Inna nazwa: Ohonodehime (jap. 大野手比売);
3. Oho-shima (jap. 大島): Suō-ōshima. Inna nazwa: Ohotamaruwake (jap. 大多麻流別);
4. Hime-jima (jap. 女島): Himeshima. Inna nazwa: Amehitotsune (jap. 天一根);
5. Chika-no-shima (jap. 知訶島): wyspy Gotō. Inna nazwa: Ame-no-oshio (jap. 天之忍男);
6. Futago-no-shima (jap. 両児島): Archipelag Danjo. Inna nazwa: Amefutaya (jap. 天両屋).

### Według Nihon-shoki
Wersja ta różni się tym, że Izanagi i Izanami sami zgłosili się do konsolidacji Ziemi. Oprócz tego te dwa bóstwa są opisane jako bóg yang i bogini yin pod wpływem idei yin i yang. Reszta historii jest identyczna poza tym, że nie pojawiają się "wyróżnione bóstwa niebiańskie" (Koto-ama-tsu-kami), ani nie wspomniane jest, iż ostatnie sześć mniejszych wysp powstało w wyniku działania Izanagiego i Izanami.